# ورخوونا رادا
ورخوونا رادا یا وِرخُوْنا رادای اوکراین  (اغلب به عنوان ورخونا رادا یا به سادگی رادا) پارلمان تک‌مجلسی اوکراین است.
ورخونا رادا دارای بیش از ۴۵۰ نماینده است که توسط یک سخنران ریاست می‌شود. جلسه رادا در ساختمانی با همین نام (ورخونا رادا) در کیف پایتخت اوکراین برگزار می‌شود. نمایندگان در تاریخ ۲۱ ژوئیه در انتخابات پارلمان اوکراین (۲۰۱۹) انتخاب شده و پارلمان در ۲۹ اوت ۲۰۱۹ دایر شد
رادا از سیستم‌های نهاد نمایندگی جمهوری که در اتحاد جماهیر شوروی به عنوان شورای عالی (شوروی) شناخته می‌شود توسعه یافت که برای اولین بار در ۲۶ ژوئن ۱۹۳۸ به عنوان یک نوع مجلس قانونگذاری جمهوری شوروی سوسیالیستی اوکراین پس از انحلال کنگره شوراهای SSR اوکراین(Congress of Soviets of the Ukrainian SSR) تأسیس شد.

## نام
نام رادا (اوکراینی: Рада) به معنای «شورا»، و همچنین مشابه کلمه انگلیسی «rede» به معنی» «تدبیر، مشورت، جریان و.. می‌باشد. این نهاد در زمان روس کی‌یف شکل گرفت و سپس نماینده شورایی از بویار و روحانیون عالی بود.
نام فعلی پارلمان برگرفته از رویه مرسوم در شوروی است که پارلمان ملی و پارلمان‌های جمهوری‌های تشکیل دهنده آن را شوراهای عالی (روسی: Верховный совет) ( совет شورا-شوروی و ورخونا Верховный به معنی عالی) می‌نامیدند . مانند بسیاری دیگر از جمهوری‌های شوروی، ورخونا رادا یک نسخه محلی از این اصطلاح است که در SSR اوکراین استفاده می‌شود.